# Gaszenie (radiometria)
Gaszenie – proces mający uniemożliwić powstanie wielokrotnych wyładowań w liczniku promieniowania jonizującego (np. licznika Geigera) po przejściu pojedynczej cząstki/fotonu przez objętość licznika. Gaszenie ma zapewnić, że przejście jednej rejestrowanej cząstki powoduje powstanie jednego wyładowania.
Gaszenie wewnętrzne uzyskuje się wprowadzając do objętości komory licznika tzw. gaz gaszący, w odpowiedniej ilości. Licznik taki nazywany jest wtedy samogasnącym. Gaz gaszący w licznikach Geigera stanowi zwykle mieszanina alkoholu (zwykle 90% argonu i 10% alkoholu etylowego lub mrówczanu etylu - licznik alkoholowy) lub chlorowców (99% argonu lub neonu, oraz 1% chloru lub bromu - licznik chlorowcowy). Liczniki proporcjonalne wypełniane są zwykle mieszaniną argonu i metanu (90:10) lub helu i izobutanu (96:4).
Gaszenie zewnętrzne uzyskuje się metodami elektronicznymi lub elektrycznymi, np. stosując bardzo dużą rezystancję (rzędu dziesiątek megaomów) w obwodzie wyjściowym detektora. Spadek napięcia na rezystorze po wyładowaniu jest tak duży, że napięcie pozostałe na detektorze jest za małe do podtrzymania kaskady wyładowań w nim. Elektronicznie gaszenie uzyskuje się obniżając napięcie na detektorze po rozpoczęciu wyładowania, na czas rzędu kilkudziesięciu mikrosekund.